# Episodi di The Dick Van Dyke Show (prima stagione)
La prima stagione della serie televisiva The Dick Van Dyke Show è andata in onda negli Stati Uniti dal 3 ottobre 1961 al 18 aprile 1962 sulla CBS.
| nº | Titolo originale                           | Prima TV USA     |
| -- | ------------------------------------------ | ---------------- |
| 1  | The Sick Boy and the Sitter                | 3 ottobre 1961   |
| 2  | My Blonde-Haired Brunette                  | 10 ottobre 1961  |
| 3  | Sally and the Lab Technician               | 17 ottobre 1961  |
| 4  | Washington vs. the Bunny                   | 24 ottobre 1961  |
| 5  | Oh, How We Met on the Night That We Danced | 31 ottobre 1961  |
| 6  | Harrison B. Harding of Camp Crowder, Mo.   | 6 novembre 1961  |
| 7  | Jealousy!                                  | 7 novembre 1961  |
| 8  | To Tell or Not to Tell                     | 14 novembre 1961 |
| 9  | The Unwelcome Houseguest                   | 21 novembre 1961 |
| 10 | The Meershatz Pipe                         | 28 novembre 1961 |
| 11 | Forty-Four Tickets                         | 5 dicembre 1961  |
| 12 | Empress Carlotta's Necklace                | 12 dicembre 1961 |
| 13 | Sally Is a Girl                            | 19 dicembre 1961 |
| 14 | Buddy, Can You Spare a Job?                | 26 dicembre 1961 |
| 15 | Where Did I Come From?                     | 3 gennaio 1962   |
| 16 | The Curious Thing About Women              | 10 gennaio 1962  |
| 17 | Punch Thy Neighbor                         | 17 gennaio 1962  |
| 18 | Who Owes Who What?                         | 24 gennaio 1962  |
| 19 | The Talented Neighborhood                  | 31 gennaio 1962  |
| 20 | A Word a Day                               | 7 febbraio 1962  |
| 21 | The Boarder Incident                       | 14 febbraio 1962 |
| 22 | Father of the Week                         | 21 febbraio 1962 |
| 23 | The Twizzle                                | 28 febbraio 1962 |
| 24 | One Angry Man                              | 7 marzo 1962     |
| 25 | Where You Been, Fassbinder?                | 14 marzo 1962    |
| 26 | I Am My Brother's Keeper                   | 21 marzo 1962    |
| 27 | The Sleeping Brother                       | 28 marzo 1962    |
| 28 | The Bad Old Days                           | 4 aprile 1962    |
| 29 | Sol and the Sponsor                        | 11 aprile 1962   |
| 30 | The Return of Happy Spangler               | 18 aprile 1962   |

## The Sick Boy and the Sitter
- Prima televisiva: 3 ottobre 1961

### Trama
- Guest star: Stacy Keach Sr. (dottor Miller), Michael Keith (Sam), Barbara Eiler (Dotty), Eleanor Audley (ospite party), Mary Lee Dearring (Janie), Fred Sherman (ospite party)

## My Blonde-Haired Brunette
- Prima televisiva: 10 ottobre 1961

### Trama
- Guest star: Benny Rubin (Druggist)

## Sally and the Lab Technician
- Prima televisiva: 17 ottobre 1961

### Trama
- Guest star: Eddie Firestone (Thomas Edson), Jamie Farr (ragazzo delle consegne)

## Washington vs. the Bunny
- Prima televisiva: 24 ottobre 1961

### Trama
- Guest star: Jesse White (Bill), Jamie Farr (ragazzo delle consegne)

## Oh, How We Met on the Night That We Danced
- Prima televisiva: 31 ottobre 1961

### Trama
- Guest star: Jennifer Gillespie (Ellen Helper), Nancy Ames (Marcia Rochelle), Marty Ingels (Sol Pomeroy), Glen Turnbull (Mark Mullen), Pat Tribble (Dancing Girl)

## Harrison B. Harding of Camp Crowder, Mo.
- Prima televisiva: 6 novembre 1961

### Trama
- Guest star: Allan Melvin (Harrison B. Harding), June Dayton (Evelyn Harding), Peter Leeds (poliziotto)

## Jealousy!
- Prima televisiva: 7 novembre 1961

### Trama
- Guest star: Joan Staley (Valerie Blake)

## To Tell or Not to Tell
- Prima televisiva: 14 novembre 1961

### Trama
- Guest star: Jamie Farr (ragazzo delle consegne)

## The Unwelcome Houseguest
- Prima televisiva: 21 novembre 1961

### Trama
- Guest star:

## The Meershatz Pipe
- Prima televisiva: 28 novembre 1961

### Trama
- Guest star: Jon Silo (addetto all'ascensore)

## Forty-Four Tickets
- Prima televisiva: 5 dicembre 1961

### Trama
- Guest star: Opal Euard (Nice Old Lady), Paul Bryar (poliziotto), Eleanor Audley (Mrs. Billings), Joe Devlin (Shabby Man)

## Empress Carlotta's Necklace
- Prima televisiva: 12 dicembre 1961

### Trama
- Guest star: Gavin MacLeod (Maxwell Cooley), Will Wright (Sam Petrie), Carol Veazie (Clara Petrie)

## Sally Is a Girl
- Prima televisiva: 19 dicembre 1961

### Trama
- Guest star: Paul Tripp (Ted Harris), Barbara Perry (Pickles Sorrell), Jamie Farr (ragazzo delle consegne)

## Buddy, Can You Spare a Job?
- Prima televisiva: 26 dicembre 1961

### Trama
- Guest star: Lennie Weinrib (Jackie Brewster)

## Where Did I Come From?
- Prima televisiva: 3 gennaio 1962

### Trama
- Guest star: Herbie Faye (Willie), Jerry Hausner (Charlie), Tiny Brauer (Cabbie)

## The Curious Thing About Women
- Prima televisiva: 10 gennaio 1962

### Trama
- Guest star:

## Punch Thy Neighbor
- Prima televisiva: 17 gennaio 1962

### Trama
- Guest star: Peter Leeds (ufficiale Jack Bain), Jerry Hausner (Vinnie), Peter Oliphant (Freddie Helper)

## Who Owes Who What?
- Prima televisiva: 24 gennaio 1962

### Trama
- Guest star:

## The Talented Neighborhood
- Prima televisiva: 31 gennaio 1962

### Trama
- Guest star: Christian Van Dyke (Frankie), Kathleen Green (Annie Mathias), Doris Singleton (Mrs. Kendall), Ken Lynch (George Mathias), Michael Davis (Martin Mathias), Jack Davis (Kenneth Kendall), Barry Livingston (Philip Mathias), Anne Marie Hediger (Ellen Helper), Ilana Dowding (Cynthia), Barry Van Dyke (Florian)

## A Word a Day
- Prima televisiva: 7 febbraio 1962

### Trama
- Guest star: William Schallert (reverendo Kirk), Leah Waggner (Mrs. Kirk)

## The Boarder Incident
- Prima televisiva: 14 febbraio 1962

### Trama
- Guest star:

## Father of the Week
- Prima televisiva: 21 febbraio 1962

### Trama
- Guest star: Pat Thompson (Floyd Harper), Allan Fielder (Allan), Isabel Randolph (Mrs. Given), Cornell Chulay (Candy)

## The Twizzle
- Prima televisiva: 28 febbraio 1962

### Trama
- Guest star: Tony Stag (Counter Boy), Jack Albertson (Mr. Eisenbauer), Jerry Lanning (Randy Twizzle), Freddy Blassie (se stesso)

## One Angry Man
- Prima televisiva: 7 marzo 1962

### Trama
- Guest star: Howard Wendell (giudice George M. Tyler), Doodles Weaver (ufficiale pubblico), Patsy Kelly (giurato), Herbie Faye (Cabby Man Juror), Lee Bergere (Mr. Mason), Dabbs Greer (Mr. Berger), Herb Vigran (giurato), Sue Ane Langdon (Marla Hendrix)

## Where You Been, Fassbinder?
- Prima televisiva: 14 marzo 1962

### Trama
- Guest star: George N. Neise (Leo Fassbinder), Barbara Perry (Pickles Sorrell)

## I Am My Brother's Keeper
- Prima televisiva: 21 marzo 1962

### Trama
- Guest star: Jerry Van Dyke (Stacey Petrie)

## The Sleeping Brother
- Prima televisiva: 28 marzo 1962

### Trama
- Guest star: Jerry Van Dyke (Stacey Petrie)

## The Bad Old Days
- Prima televisiva: 4 aprile 1962

### Trama
- Guest star:

## Sol and the Sponsor
- Prima televisiva: 11 aprile 1962

### Trama
- Guest star: Isabel Randolph (Martha Bermont), Roy Roberts (Henry Bermont), Marty Ingels (Sol Pomeroy), Patty Regan (Arlene Johnson)

## The Return of Happy Spangler
- Prima televisiva: 18 aprile 1962

### Trama
- Guest star: Jay C. Flippen (Happy Spangler)